# Jüdischer Friedhof (Jemgum)

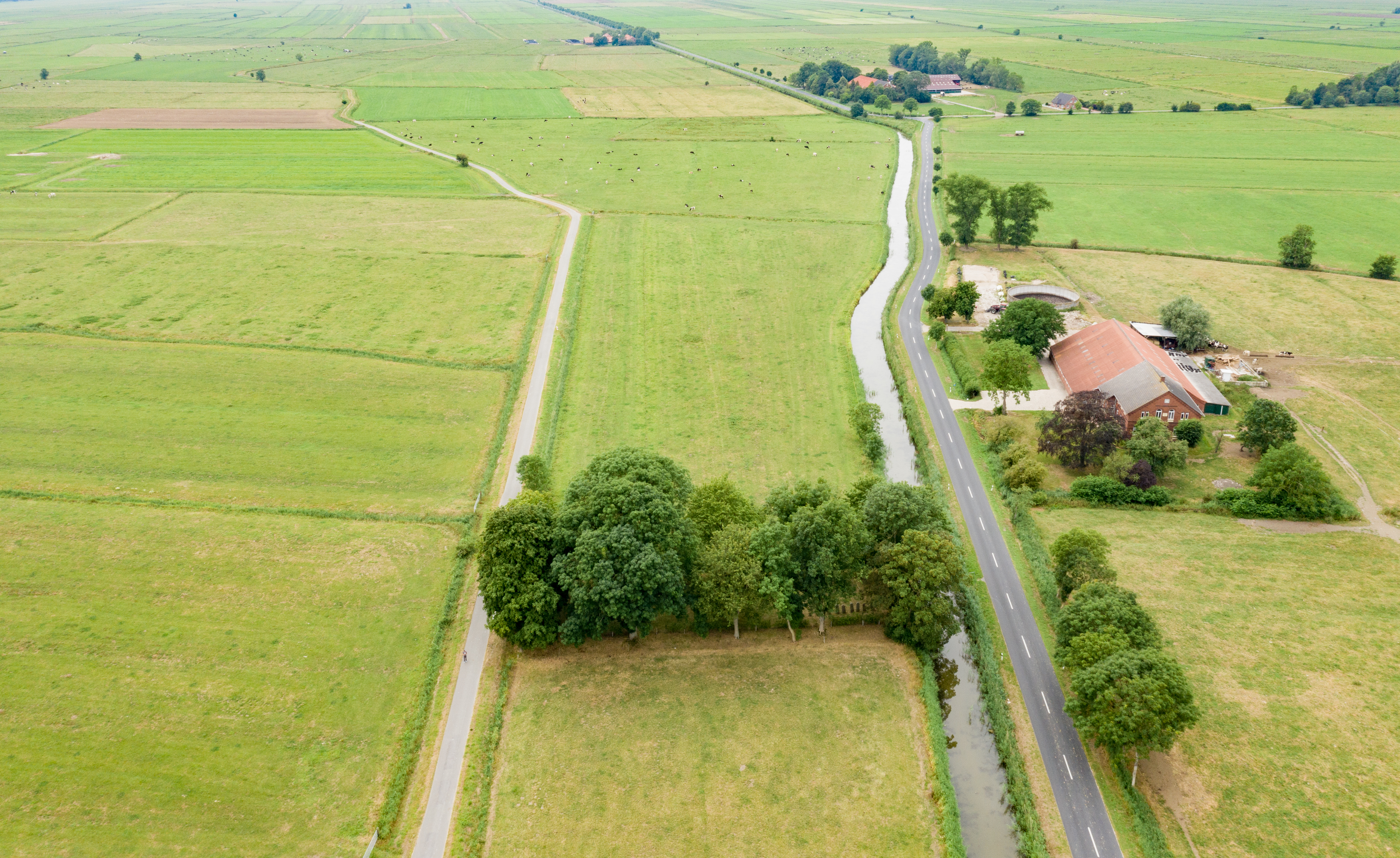
Der Jüdische Friedhof Jemgum liegt abseits des Ortes am Jemgumer Sieltief

Der jüdische Friedhof von Jemgum liegt außerhalb der Ortschaft am Jemgumer Sieltief. Die örtliche Gemeinde legte ihn im 19. Jahrhundert an und nutzte ihn bis 1932. Auf dem 1107 Quadratmeter großen Areal befinden sich heute noch 13 Grabsteine. Damit ist er eine der kleinsten jüdischen Begräbnisstätten Ostfrieslands.

## Geschichte

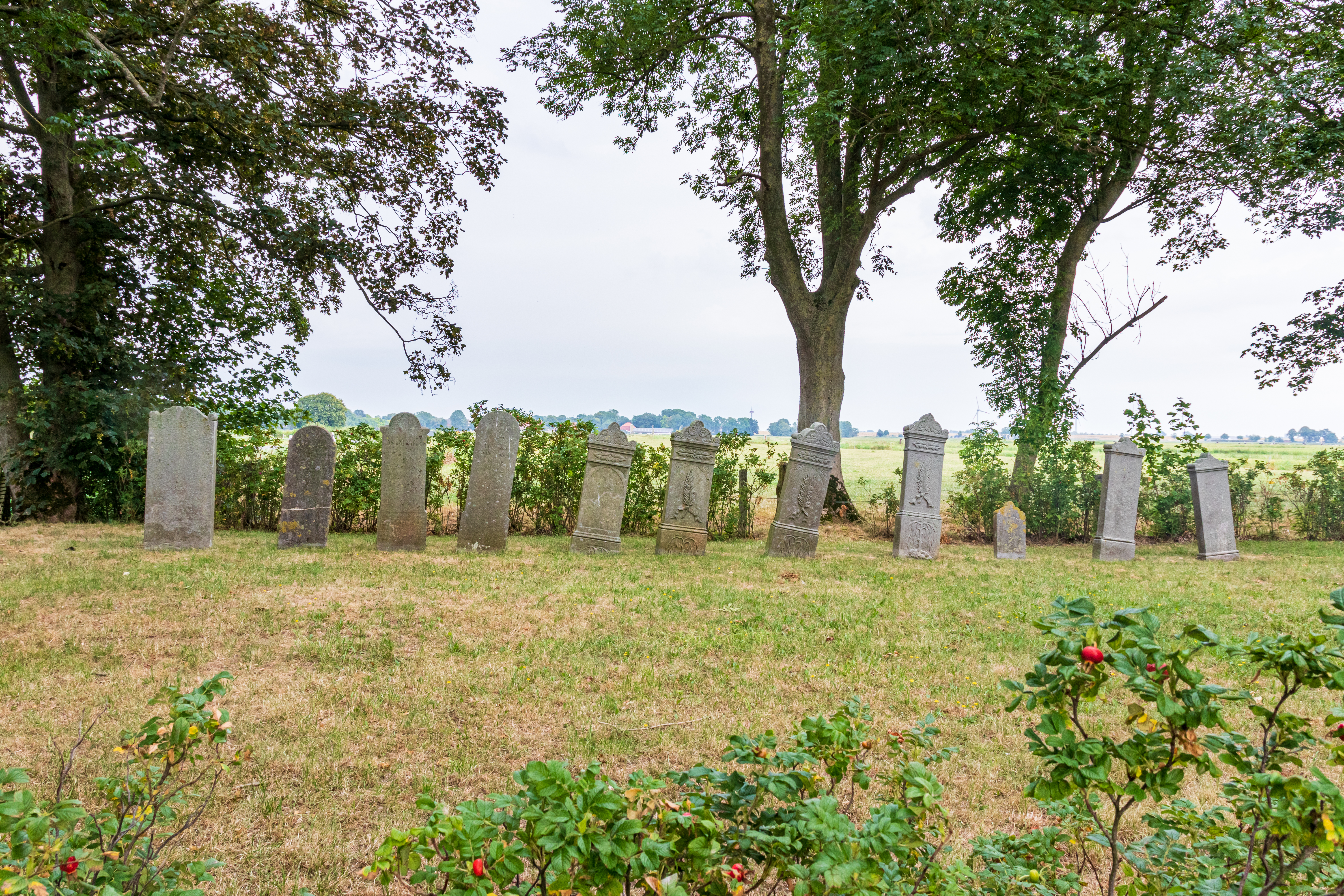
Der jüdische Friedhof am Jemgumer Sieltief

Die jüdische Gemeinde von Jemgum unterhielt wahrscheinlich intensive Beziehungen zur Emder Gemeinde. Bis weit in die zweite Hälfte des 17. Jahrhunderts ließ sie, wie auch die anderen Gemeinden des Rheiderlandes, auf dem dortigen Friedhof auch ihre Toten bestatten. Dieser war vor allem in Wintermonaten schwer zu erreichen. Im Jahre 1670 wandten sich die Juden aus Bunde, Weener, Jemgum und Stapelmoor unter der Führung von Hayman Salomons aus Jemgum an die Fürstin Christine Charlotte und baten darum, „in Gnaden zu consentiren, daß wyr unser endts in besagtem Ambte (Leerort) etwa ein halb oder gantz Diemat Landes vor ziemlichen Preiß an uns mogen erkaufen und selbiges zu einem Gottesacker vor unsere Todten benutzen dürfen“.
Dieser Bitte gab die Fürstin schon nach einem Tag statt. Sie wies daraufhin ihren Beamten in Leerort an, die Juden bei ihrem Landkauf zu unterstützen und dafür zu sorgen, dass sie nicht benachteiligt wurden. Daraufhin kauften die Rheiderländer Juden ein Grundstück in Smarlingen zwischen Weener und Holthusen und legten dort einen Friedhof an, später kam ein zweiter Friedhof hinzu. Beide waren um 1848 voll belegt, so dass die Gemeinden jeweils eigene Begräbnisplätze anlegten. Die Jemgumer Juden wandten sich dafür an die Landdrostei in Aurich. Diese genehmigte zwar prinzipiell den Kauf eines Geländes, lehnte das Gesuch der Gemeinde um Bewilligung einer Beihilfe zum Ankauf eines Friedhofsgrundstückes jedoch ab. Die Jemgumer Juden erwarben daraufhin westlich des Ortes an der Straße nach Marienchor ein 1107 Quadratmeter großes Areal, auf dem sie von 1854/1855 bis 1932 ihre Toten bestatteten. Die Gemeinde war immer eine der kleinsten Ostfrieslands und schon zu Beginn des 20. Jahrhunderts in ihrer Existenz bedroht. 1925 lebten nur noch neun Juden in Jemgum, im September 1939 waren es noch sechs.
Nach der Vertreibung und Ermordung der jüdischen Einwohner des Ortes in der Zeit des Nationalsozialismus, ging der Friedhof nach dem Zweiten Weltkrieg in den Besitz des Landesverbandes der Jüdischen Gemeinden von Niedersachsen über.